# Luis Ladaria

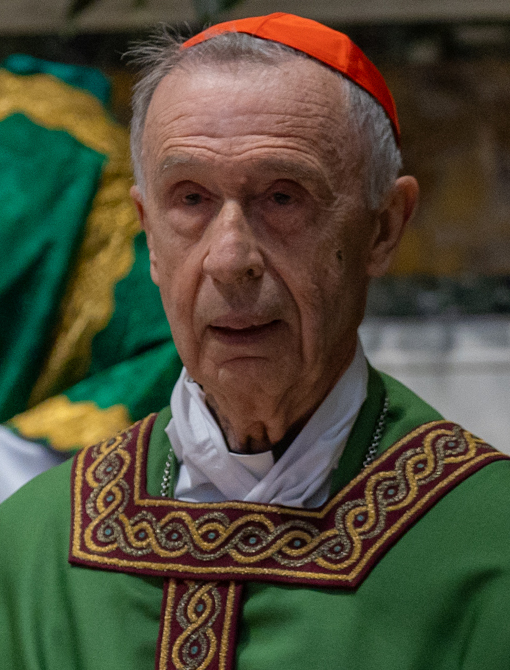
Kardinal Luis Francisco Ladaria Ferrer (2024)

Kardinalswappen

Luis Francisco Kardinal Ladaria Ferrer SJ, üblich: Luis Ladaria, (* 19. April 1944 in Manacor, Mallorca, Spanien) ist ein Kurienkardinal der katholischen Kirche und ehemaliger Präfekt des Dikasteriums für die Glaubenslehre. Seine Amtszeit als Präfekt endete am 15. September 2023.

## Leben
Luis Ladaria studierte zunächst Rechtswissenschaften an der Universität Complutense Madrid. Am 17. Oktober 1966 trat er der Ordensgemeinschaft der Jesuiten bei. Anschließend wurde Ladaria für Studien in den Fächern Philosophie und Katholische Theologie an die Päpstliche Universität Comillas nach Madrid und an die Philosophisch-Theologische Hochschule Sankt Georgen nach Frankfurt am Main entsandt. Am 29. Juli 1973 empfing Luis Ladaria das Sakrament der Priesterweihe.
1975 wurde Ladaria an der Päpstlichen Universität Gregoriana in Rom zum Doktor der Theologie promoviert. Seit 1975 war er Professor für Dogmatik an der Päpstlichen Universität Comillas und seit 1984 an der Päpstlichen Universität Gregoriana in Rom. Seine Hauptlehr- und forschungsgebiete sind die Christologie und die theologische Anthropologie. Von 1986 bis 1994 war Luis Ladaria Vizerektor der Päpstlichen Universität Gregoriana.
Er war von 1992 bis 1997 Mitglied der Internationalen Theologenkommission. Seit 1995 war Ladaria Konsultor der Kongregation für die Glaubenslehre. 2004 wurde er von Papst Johannes Paul II. als Nachfolger des späteren Kardinals Georges Cottier zum Generalsekretär der Internationalen Theologenkommission berufen.
Am 9. Juli 2008 ernannte ihn Papst Benedikt XVI. zum Titularerzbischof von Thibica und bestellte ihn als Nachfolger Angelo Amatos zum Sekretär der Kongregation für die Glaubenslehre. Die Bischofsweihe spendete ihm Kardinalstaatssekretär Tarcisio Bertone SDB am 26. Juli 2008 in der Lateranbasilika; Mitkonsekratoren waren William Joseph Kardinal Levada, Präfekt der Kongregation für die Glaubenslehre, und Bischof Vincenzo Paglia, der Bischof von Terni-Narni-Amelia. Luis Ladaria war der erste Jesuit in einem solchen Amt in der Glaubenskongregation. Am 21. September 2013 wurde er von Papst Franziskus dauerhaft im Amt bestätigt.
Am 31. Januar 2009 wurde Luis Ladaria zudem zum Konsultor des Päpstlichen Rates zur Förderung der Einheit der Christen ernannt. Am 5. Januar 2011 ernannte ihn Benedikt XVI. zudem zum Konsultor des Päpstlichen Rates für die Pastoral im Krankendienst.
Papst Franziskus ernannte ihn am 1. Juli 2017 zum Präfekten der Kongregation für die Glaubenslehre und zum Präsidenten der Päpstlichen Kommission Ecclesia Dei, womit Ladaria jeweils Gerhard Ludwig Müller ablöste. Zudem wurde er zum Präsidenten der Päpstlichen Bibelkommission und der Internationalen Theologenkommission bestellt. Die Leitung der Kommission Ecclesia Dei hatte er bis zu deren Auflösung im Januar 2019 inne. Am 11. Januar 2018 ernannte ihn der Papst zum Mitglied des Päpstlichen Rates zur Förderung der Einheit der Christen.
Im Konsistorium vom 28. Juni 2018 nahm Papst Franziskus Ladaria als Kardinaldiakon mit der Titeldiakonie Sant’Ignazio di Loyola in Campo Marzio in das Kardinalskollegium auf. Die Besitzergreifung seiner Titeldiakonie fand am 30. September desselben Jahres statt.
Am 6. Oktober 2018 ernannte Papst Franziskus Ladaria zum Mitglied des Dikasteriums für Laien, Familie und Leben. Am 6. Juni 2019 ernannte ihn Papst Franziskus zum Mitglied der Kongregation für das Katholische Bildungswesen.  Am 8. Juli 2019 ernannte ihn der Papst für fünf Jahre zum Mitglied der Kongregation für die Institute geweihten Lebens und für die Gesellschaften apostolischen Lebens. Am 11. November 2019 ernannte ihn der Papst zum Mitglied des Päpstlichen Rates für die Kultur und am 19. Juni 2020 zum Mitglied des Päpstlichen Rates für die Gesetzestexte.
Im März 2021 veröffentlichte die Glaubenskongregation unter ihm als Präfekten das Dokument Responsum ad Dubium, wonach Segnungsfeiern für homosexuelle Paare kirchenrechtlich nicht erlaubt sind.
Am 18. Februar 2023 ernannte ihn Papst Franziskus zum Mitglied des Dikasteriums für die Kultur und die Bildung, in dem die vormalige Kongregation für das Bildungswesen und der Päpstliche Rat für die Kultur aufgegangen waren.
Am 1. Juli 2023 ernannte Papst Franziskus den bisherigen Erzbischof von La Plata, Víctor Manuel Fernández, zu Ladarias Nachfolger als Präfekt des Dikasteriums für die Glaubenslehre. Der Papst dankte Ladaria für seine Amtsführung, die mit der Übergabe an Fernández am 15. September desselben Jahres ablief. Gleichzeitig endet auch die Leitung der Päpstlichen Bibelkommission und der Internationalen Theologenkommission durch Ladaria.

### Strafverfahren in Lyon
2018 weigerte sich Ladaria unter Berufung auf seine diplomatische Immunität, als Zeuge in einem Gerichtsverfahren gegen den Lyoner Erzbischof Philippe Barbarin auszusagen, dem die Vertuschung eines Falles von sexuellem Missbrauch vorgeworfen wurde. Es geht darum, dass dies angeblich auf Anweisung der Glaubenskongregation erfolgt ist. Barbarin wird vorgeworfen, die in Frankreich geltende strafbewehrte Anzeigepflicht bei sexuellem Missbrauch  missachtet zu haben. Nach Ladarias Weigerung, der gerichtlichen Vorladung Folge zu leisten, wurde der Beginn des Prozesses auf Januar 2019 vertagt. Obwohl die Staatsanwaltschaft keine Verurteilung gefordert hatte, wurde Barbarin am 7. März 2019 zu einer sechsmonatigen Haftstrafe mit Bewährung verurteilt. Das Gericht bezog sich auf einen noch nicht verjährten Verstoß gegen die geltende strafbewehrte Anzeigepflicht im Jahr 2014. Ein Urteil gegen den wegen Anstiftung zur Nichtanzeige von Straftaten angeklagten Ladaria war wegen dessen Abwesenheit nicht möglich, die übrigen fünf Mitangeklagten wurden jeweils freigesprochen. Im Berufungsverfahren wurde Philippe Barbarin im Januar 2020 vom Vorwurf der Nichtanzeige sexueller Übergriffe freigesprochen, nachdem bereits die Staatsanwaltschaft den Freispruch beantragt hatte.

## Schriften
- El Espíritu santo en san Hilario de Poitiers. Madrid 1977
- El Espíritu en Clemente Alejandrino. Madrid 1980
- Antropología teológica. Madrid/Rom, 1983, 2/1987 (italienisch 1986)
- San Hilario de Poitiers. Madrid 1986
- La cristología de Hilario de Poitiers. Rom 1989 (Deutsche Übersetzung: Die Christologie des Hilarius von Poitiers. Fe-Medienverlags GmbH. Kißlegg 2022, ISBN 978-3-86357-360-7).
- Teología del pecado original y de la gracia. Madrid 1993, 5/2007
- Antropologia teologica (nuova edizione). Rom/Casale Monferrato, 1995 4/2007
- El Dios vivo y verdadero. El misterio de la Trinidad. Salamanca 1998, 3/2005 (italienisch 1999, 3/2005; portugiesisch 2005)
- La Trinidad misterio de comunión. Salamanca 2002, 2/2007 (italienisch 2004, 2/2008)
- Jesucristo, salvación de todos. Madrid 2007